# Tripoli (Iowa)
Tripoli ist eine Kleinstadt (mit dem Status „City“) im Bremer County im US-amerikanischen Bundesstaat Iowa. Im Jahr 2010 hatte Tripoli 1313 Einwohner, deren Zahl sich bis 2013 auf 1324 erhöhte. Das U.S. Census Bureau hat bei der Volkszählung 2020 eine Einwohnerzahl von 1.191 ermittelt.
Tripoli ist Bestandteil der Waterloo – Cedar Falls metropolitan area.

## Geografie
Tripoli liegt im mittleren Nordosten Iowas am westlichen Ufer des Wapsipinicon River, einem rechten Nebenfluss  des Mississippi. Dieser bildet rund 110 km östlich die Grenze Iowas zu Wisconsin und Illinois.
Die geografischen Koordinaten von Tripoli sind 42°48′29″ nördlicher Breite und 92°15′30″ westlicher Länge. Die Stadt erstreckt sich über eine Fläche von 3,65 km² und ist der größte Ort innerhalb der Fremont Township.
Nachbarorte von Tripoli sind Fredericksburg (22 km nordnordöstlich), Sumner (18,2 km ostnordöstlich), Readlyn (13,4 km südsüdöstlich), Denver (21,8 km südwestlich), Waverly (25 km westsüdwestlich), Plainfield (28,2 km  westnordwestlich) und Frederika (13,5 km nordnordwestlich).
Die nächstgelegenen größeren Städte sind Rochester in Minnesota (153 km nördlich), La Crosse in Wisconsin (183 km nordöstlich), Wisconsins Hauptstadt Madison (284 km östlich), Dubuque an der Schnittstelle der Staaten Iowa, Wisconsin und Illinois (161 km ostsüdöstlich), Cedar Rapids (117 km südöstlich), die Quad Cities in Iowa und Illinois (244 km in der gleichen Richtung), Waterloo (42 km südsüdwestlich) und Iowas Hauptstadt Des Moines (223 km südwestlich).

## Verkehr
Der zum Freeway ausgebaute U.S. Highway 63 verläuft in Nord-Süd-Richtung in etwa 7 km Entfernung an Tripoli vorbei. Der Iowa State Highway 93 kommt aus nördlicher Richtung in das Stadtgebiet von Tripoli. Nach der Durchquerung des Stadtzentrums wendet er sich und führt in westlicher Richtung aus der Stadt wieder hinaus. Alle weiteren Straßen sind untergeordnete Landstraßen, teils unbefestigte Fahrwege sowie innerörtliche Verbindungsstraßen.
Der nächstgelegene Flughafen ist der 42 km südsüdwestlich gelegene Waterloo Regional Airport, von wo aus durch Zubringerflüge mehrerer Fluggesellschaften Anschluss an die Großflughäfen Chicago O’Hare und Minneapolis-Saint Paul besteht.

## Bevölkerung
Nach der Volkszählung im Jahr 2010 lebten in Tripoli 1313 Menschen in 540 Haushalten. Die Bevölkerungsdichte betrug 359,7 Einwohner pro Quadratkilometer. In den 540 Haushalten lebten statistisch je 2,37 Personen.
Ethnisch betrachtet setzte sich die Bevölkerung zusammen aus 98,2 Prozent Weißen, 0,2 Prozent Afroamerikanern, 0,3 Prozent Asiaten sowie 0,5 Prozent aus anderen ethnischen Gruppen; 0,8 Prozent stammten von zwei oder mehr Ethnien ab. Unabhängig von der ethnischen Zugehörigkeit waren 1,1 Prozent der Bevölkerung spanischer oder lateinamerikanischer Abstammung.
26,0 Prozent der Bevölkerung waren unter 18 Jahre alt, 54,7 Prozent waren zwischen 18 und 64 und 19,3 Prozent waren 65 Jahre oder älter. 53,0 Prozent der Bevölkerung waren weiblich.
Das mittlere jährliche Einkommen eines Haushalts lag bei 45.724 USD. Das Pro-Kopf-Einkommen betrug 19.734 USD. 14,9 Prozent der Einwohner lebten unterhalb der Armutsgrenze.